# Canthon virens
Canthon virens là một loài bọ cánh cứng trong họ Bọ hung (Scarabaeidae).